# Burg Nakagusuku
Die Burg Nakagusuku (japanisch 中城城 Nakagusuku-jō, okinawaisch Nakagusiku) ist eine japanische Burgruine in der Kleinstadt Nakagusuku in der Präfektur Okinawa. Es handelt sich um eine der ältesten Burgen auf den Ryūkyū-Inseln.

## Geschichte
Sie wurde um 1440 von Fürst Gosamaru erbaut und war nach Shuri-jō die zweitgrößte Burganlage Okinawas. Nach einem Streit zwischen Gosamaru und Shō Hashi wurde sie jedoch zerstört und nicht wiedererrichtet.
Nach dem Zweiten Weltkrieg wurde die Ruine restauriert und zählt heute zu den besser erhaltenen Burgruinen Japans. Das Trockenmauerwerk besteht aus grob behauenen Steinen, die bis zu zehn Meter hoch aufgeschichtet wurden. Die Burg Nakagusuku gilt als typisches Beispiel einer Gusuku, die seit dem Jahr 2000 als Archäologische Stätten des Königreichs der Ryūkyū-Inseln zum UNESCO-Welterbe gehören.